# Mawa (langue)
Pour les articles homonymes, voir Mawa.
Le mawa est une langue afro-asiatique parlée dans le centre du Tchad.

## Écriture
| a | b | ɓ | c | d | ɗ | e | ə | g | h | i | j | k | l | m | n | n̰ | ŋ | o | p | r | s | t | u | w | y | z |